# Квантиль
Квантиль — одна з числових характеристик випадкових величин, що застосовується в математичній статистиці. Квантилі відсікають в межах ряду певну частину його членів. Тобто, квантиль (термін використаний вперше Кендалом в 1940 р.) розподілення значень — це таке число xp, що значення p-ї частини сукупності менше або рівне xp. Наприклад, квантиль 0.25 (також називається 25-м процентилем або нижнім квартилем) змінної — це таке значення (xp), що 25 % (p) значень змінної потрапляють нижче даного значення.

## Визначення
Нехай маємо ймовірнісний простір {\displaystyle (\Omega ,{\mathcal {F}},\mathbb {P} )}, і {\displaystyle \mathbb {P} ^{X}} — ймовірнісна міра, що задає розподіл деякої випадкової величини {\displaystyle X}. Нехай зафіксовано {\displaystyle \alpha \in [0,1]}. Тоді {\displaystyle \alpha }-квантилем (або квантилем рівня {\displaystyle \alpha }) розподілу {\displaystyle \mathbb {P} ^{X}} називається число {\displaystyle x_{\alpha }\in \mathbb {R} }, таке що
{\displaystyle \mathbb {P} ^{X}((-\infty ,x_{\alpha }])\equiv \mathbb {P} (X\leq x_{\alpha })=\alpha }.

### Зауваження
- Якщо розподіл неперервний, то {\displaystyle \alpha }-квантиль однозначно задається рівнянням

{\displaystyle F_{X}(x_{\alpha })=\alpha },
де {\displaystyle F_{X}} — функція розподілу {\displaystyle \mathbb {P} ^{X}} .
- Очевидно що для неперервних розподілів справедлива рівність

{\displaystyle \mathbb {P} \left(x_{\frac {1-\alpha }{2}}\leq X\leq x_{\frac {1+\alpha }{2}}\right)=\alpha },
що широко використовується при побудові довірчих інтервалів

## Види квантилів

### Медіани і квартилі

Квартилі нормального розподілу

- {\displaystyle 0.25}-квантиль називається першим (або нижнім) квартилем;
- {\displaystyle 0.5}-квантиль називається медіаною, або другим квартилем;
- {\displaystyle 0.75}-квантиль називається третім (або верхнім) квартилем.

Інтерквартильним або міжквартильним розмахом (англ. Interquartile range) називається різниця між третім і першим квартилем, тобто {\displaystyle x_{0.75}-x_{0.25}}. Інтерквартильний розмах є характеристикою розкиду розподілу величини. Разом медіана і інтерквартильний розмах можуть бути використані замість математичного сподівання і дисперсії у разі розподілів з великими викидами, або при неможливості обчислення останніх.

### Дециль
Дециль характеризує розподіл величин сукупності, при якій дев'ять значень дециля ділять її на десять рівних частин. Будь-яка з цих десяти частин становить 1/10 всієї сукупності. Так, перший дециль відокремлює 10 % найменших величин, лежачих нижче дециля від 90 % найбільших величин, лежачих вище дециля.

### Перцентиль
{\displaystyle p}-им перцентилем називають квантиль рівня {\displaystyle \alpha =p/100}. При цьому зазвичай розглядають перцентилі для цілих {\displaystyle p}, хоча дана вимога не обов'язкова. Відповідно, медіана є 50-м перцентилем, а перший і третій квартиль — 25-м і 75-м перцентилем. У цілому, поняття квантиль і перцентиль взаємозамінні, також, як і шкали числення імовірності — абсолютна і відсоткова. Перцентилі також називаються процентилями або центилями.[джерело?]

## Квантилі стандартного нормального розподілу
| Імовірність, % | 99,99 | 99,90 | 99,00 | 97,72 | 97,50 | 95,00 | 90,00 | 84,13 | 50,00 |
| Квантиль       | 3,715 | 3,090 | 2,326 | 2,000 | 1,960 | 1,645 | 1,282 | 1,000 | 0,000 |